# Cheumatopsyche petersi
Cheumatopsyche petersi là một loài Trichoptera trong họ Hydropsychidae. Chúng phân bố ở miền Tân bắc.